# Ménétréol-sous-Sancerre
Ménétréol-sous-Sancerre ist eine französische Gemeinde mit 296 Einwohnern (Stand: 1. Januar 2022) im Département Cher in der Region Centre-Val de Loire. Sie gehört zum Arrondissement  Bourges und zum Kanton  Sancerre.

## Lage
Ménétréol-sous-Sancerre liegt etwa 48 Kilometer nordöstlich von Bourges an der Loire und an der Vauvise. Umgeben wird Ménétréol-sous-Sancerre von den Nachbargemeinden Sancerre im Norden und Westen, Saint-Satur im Norden und Nordosten, Tracy-sur-Loire im Osten sowie Thauvenay im Süden.

## Bevölkerungsentwicklung
| Jahr                       | 1962 | 1968 | 1975 | 1982 | 1990 | 1999 | 2006 | 2017 |
| Einwohner                  | 406  | 390  | 436  | 389  | 353  | 354  | 347  | 315  |
| Quellen: Cassini und INSEE |      |      |      |      |      |      |      |      |

## Sehenswürdigkeiten

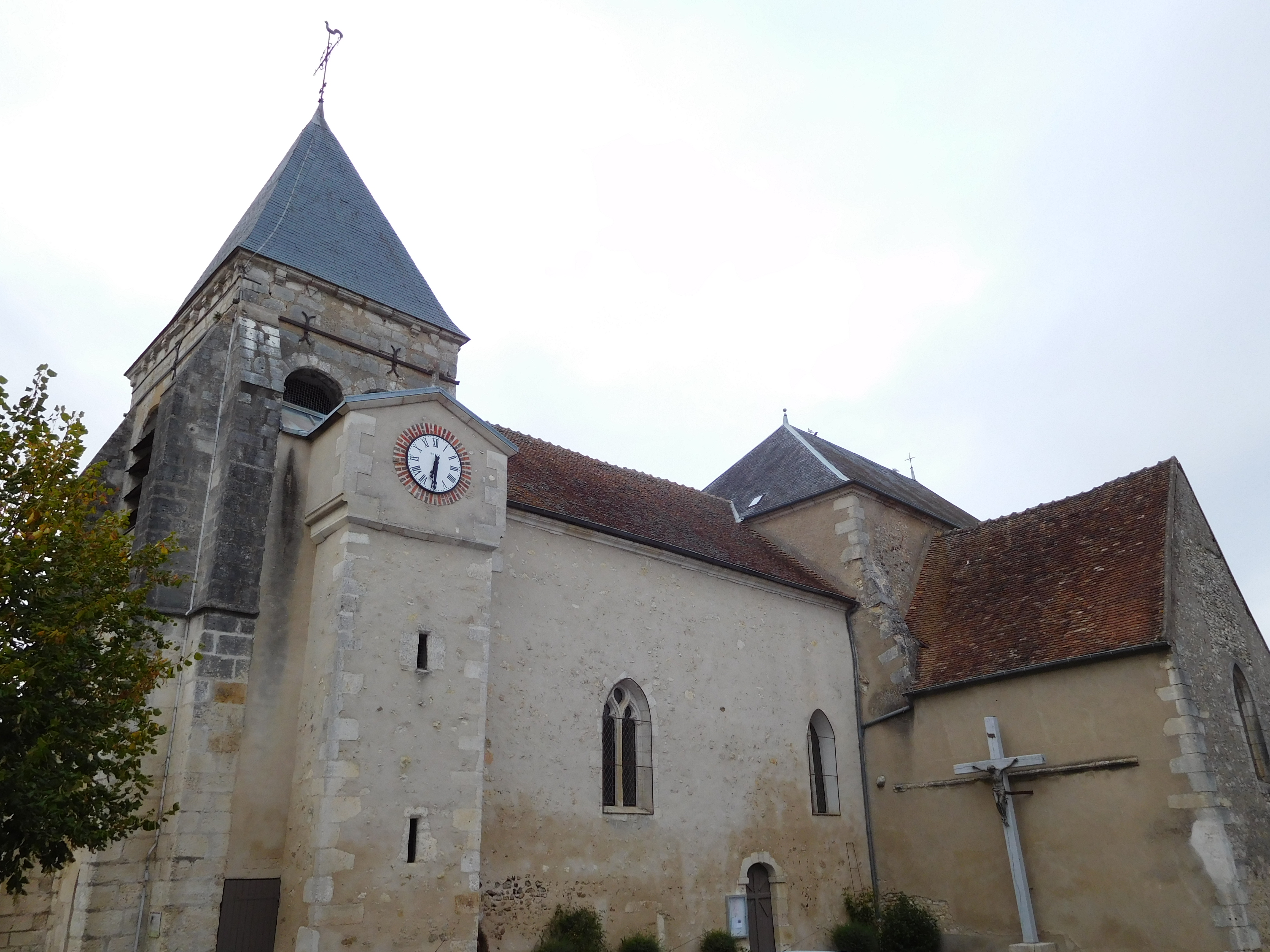
Kirche Saint-Hilaire

- Kirche Saint-Hilaire
- Schloss Les Aubelles
- alte Wassermühle

## Persönlichkeiten
- Anne Marguerite Hyde de Neuville (1771–1849), Malerin